# Universidad de la Costa
La Universidad de la Costa (CUC), es una institución de educación superior de carácter privado situada en la ciudad de Barranquilla, Colombia. Recibió la acreditación como universidad el 28 de marzo de 2012, según la Resolución 3235, también cuenta con la acreditación institucional de alta calidad por su excelencia académica otorgada por el Ministerio de Educación Nacional (MEN) mediante la resolución 009521 del 6 de septiembre de 2019, siendo de esta manera una de las 4 universidades de la ciudad en recibir este reconocimiento.
Está catalogada como la segunda mejor universidad de Colombia según la clasificación académica de universidades del Times Higher Education, solo por detrás de la Universidad de los Andes. Es la número de la región Caribe y la décima mejor universidad de América Latina en 2023.
Su población estudiantil asciende hasta los 12 379 estudiantes, de los cuales 11 479 son de pregrado y 900 de posgrado. Cuenta también con un total de 677 profesores activos, de estos, el 96% cuenta con estudios de posgrado. La institución universitaria ofrece 20 programas de pregrado, 27 especializaciones, 14 maestrías y 6 doctorados para un total de 67 programas académicos. Además mantiene alianzas y convenios con aproximadamente 141 universidades a nivel local, nacional e internacional; de estas, 38 corresponden a convenios en todo el territorio nacional y 103 a nivel internacional repartidas en Europa, América y África. También cuenta con 8 programas «acreditados con alta calidad» por parte del Ministerio de Educación de Colombia. La universidad posee su propia editorial llamada Editorial Universitaria de la Costa (EDUCOSTA) que cuenta con la divulgación y circulación de libros y de 9 revistas científicas a nivel local y nacional.
El área total del campus universitario es de 34 085 m², conformado por modernas infraestructuras tales como bloques, aulas de clases, auditorios, edificio de posgrado y laboratorios, además de cafeterías, laboratorios de cómputo, estacionamientos, biblioteca, oficinas administrativas, zonas verdes y espacios de recreación en general.
Más de 40 000 alumnos de distintos programas se han graduado de la institución educativa, desde su fundación en 1970.

## Historia

### Antecedentes

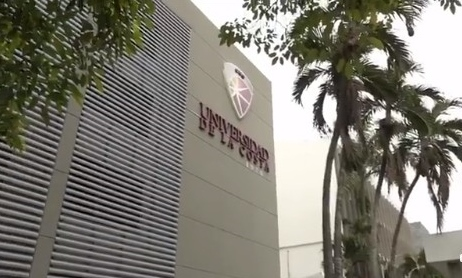
Fachada principal del campus universitario.

La Universidad de la Costa se fundó el 16 de noviembre de 1970 por siete personajes visionarios: Rodrigo Niebles De La Cruz, Eduardo Alfonso Crissien Samper, Ramiro Moreno Noriega, Miguel Antequera Stand, Rubén Maury Pertuz, Nulvia Borrero y María de Maury Ardila, y llevaba por nombre Corporación Universitaria de la Costa, también conocida por el abreviativo «CUC». En sus inicios, la institución impartió clases a 154 estudiantes en el barrio Ciudad Jardín, al norte de la ciudad, con una oferta educativa que comprendía cuatro carreras de pregrado: Arquitectura, Administración de Empresas, Derecho e Ingeniería Civil. Un año después le fue otorgada la personería jurídica y se amplió la oferta académica. 
A finales de la década de 1980, la institución educativa ofrecería su primer programa de posgrado: Especialización en Finanzas y Sistemas, después de que el Instituto Colombiano para la Evaluación de la Educación (ICFES) le otorgara el visto bueno.
Para la década de los años 1990, la universidad reforzaba sus programas de ingeniería, ofertando nuevas carreras como Ingeniería Eléctrica, Ingeniería Electrónica, Ingeniería de Sistemas, Ingeniería Industrial e Ingeniería de Recursos Hídricos (esta última desaparecería a comienzos del siglo XXI).
La universidad también fue creciendo en la parte académica y administrativa, creando su propio centro de investigación que sirve para promover el trabajo investigativo y científico y fortalecer el trabajo de los llamados «Grupos de Investigación», en las distintas ramas del conocimiento. Asimismo, la universidad creó su propia editorial a final de 2004 denominada EDUCOSTA (Editorial de la Universidad de la Costa), editorial que sirve para publicar sus propias revistas y libros. La casa editorial es, según Colciencias, una de las «mejores editoriales del país».
El centro educativo se fortaleció con la creación de programas en extensión (funciona en las ciudades de Cartagena, Montería, Villavicencio y San Juan de Pasto), la internacionalización (convenios educativos con otras universidades a nivel e internacional), ampliación y mejora de la infraestructura física, acreditación de varios programas académicos, creación de una página web oficial, el centro de servicios informáticos, programas de educación continuada, entre otros. También se fortaleció con la creación de programas sociales como Visión latinoamericana y Cátedra de Buen Gobierno. 
En 2012, el Ministerio de Educación de Colombia la certificó oficialmente como «universidad» mediante la Resolución 3235 del 28 de marzo de 2012. Esta decisión se tomó gracias a los 41 años de experiencia y servicio de la institución hasta ese entonces, también por los avances y resultados académicos y por ser «generadora de conocimientos», no solo para la ciudad, también para toda la Región Caribe. Para el año 2013 se abrió el primer programa de Maestría, después de que el Ministerio de Educación de Colombia le concediera el registro calificado. En 2016, la institución ofertó el primer doctorado en toda su historia: Neurociencia Cognitiva Aplicada, primer y único doctorado ofertado en América Latina.
En su proceso de expansión y acreditación institucional, la universidad ha crecido considerablemente en cuanto a su planta física, oferta académica y personal institucional. En 2011, la institución contaba con 7011 estudiantes de pregrado y en 2016 aumentó a más de 11 000; gracias a la ampliación y mejora en cuanto a su oferta académica, pasó de tener 171 estudiantes de posgrado a 854 en total; 388 profesores a 655 y 9 doctores a 54.

### Reformas

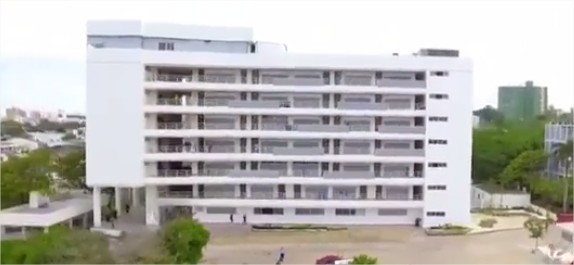
Edificio de posgrados de la Universidad de la Costa. Cuenta con 8 plantas y puede albergar hasta 1200 personas simultáneamente.

La infraestructura de la universidad se ha modificado con el transcurrir del tiempo, hasta el punto de incorporar un moderno salón de eventos llamado «Auditorio 40 años», el mismo sirve de escenario para impartir diversas actividades académicas, sociales y culturales. Diversas personalidades como alcaldes, senadores, ministros y presidentes han pasado por el salón, entre ellos, Luis Eduardo Garzón, Alejandro Char, Juan Manuel Santos, Álvaro Uribe, Antanas Mockus, el premio nobel de la paz de 2017, doctor Paulo Artaxo Netto, entre muchos otros.
A comienzos del mes de agosto de 2016, la universidad presentó el edificio de posgrados, el cual se construyó con la finalidad de atender a las necesidades de los estudiantes, profesores y la comunidad en general en cuanto al desarrollo de programas avanzados. La moderna estructura está dotada de 70 aulas donde se imparten clases, 2 auditorios con capacidad para 80 personas, 12 aulas de sistemas, además de oficinas administrativas, cafeterías, ascensores, baños y un restaurante; se construyó además como parte del proceso de acreditación universitaria que viene adelantando la institución ante el Ministerio de Educación de Colombia.
El nuevo edificio también sirve como un espacio cultural, donde se desarrollan cátedras, eventos nacionales e internacionales y encuentros universitarios con personal educativo, administrativo y directivo. En él han participado, por ejemplo, la Asociación Colombiana de Universidades (ASCUN) o personalidades destacadas como Margarita Cabello Blanco, expresidenta de la Corte Suprema de Justicia de Colombia, entre otros. La infraestructura tuvo un costo aproximado de 12 000 millones de pesos.
La universidad también ha crecido en cuanto a su planta física, en 2011 contaba con 11 643 metros cuadrados y desde 2016 se ha extendido hasta los 19 944 metros conformados por 10 bloques, 162 aulas donde se imparten clases y actividades y 34 laboratorios de alta calidad dotados de herramientas y equipos de alta tecnología; pasó también de tener 11 salas de computo a un total de 26. Asimismo, la universidad cuenta con más de 1000 metros cuadrados de zonas verdes, conformados por árboles, plantas y gramado.

## Eventos

### Cátedra de buen gobierno

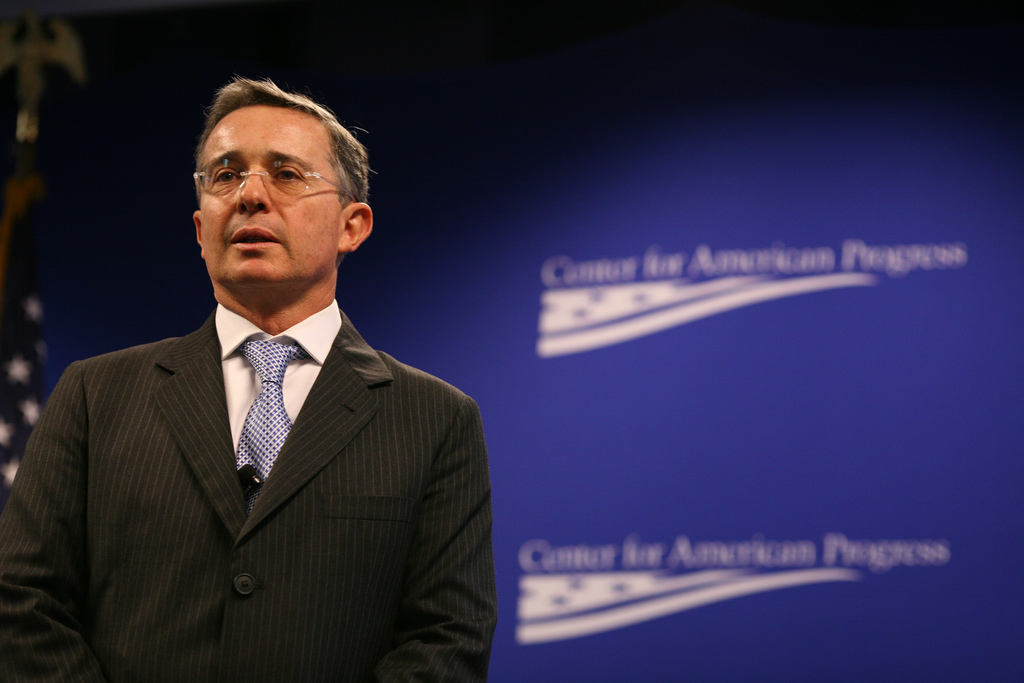
El expresidente Uribe participó del programa Cátedra de buen gobierno en 2012 y 2017.

La institución cuenta con dos eventos sociales que se desarrollan paralelamente. Uno de ellos, llamado «Cátedra de Buen Gobierno», el cual inició en 2005 como un espacio de formación. Este evento social reúne a personajes distinguidos y sobresalientes de toda Colombia que han contribuido notablemente al progreso y desarrollo del país. El programa es televisado y producido por la universidad, conducido por el rector Tito José Crissien, quien entrevista a los invitados y habla sobre las situaciones del país.
Diversas personalidades del ámbito nacional han pasado por el programa, entre ellos,  el exdeportista y capitán de la Selección de fútbol de Colombia Carlos «El Pibe» Valderrama, el expresidente de la República de Colombia, Álvaro Uribe quien participó en 2012 y 2017, el exalcalde de Barranquilla, Alejandro Char, el exministro Luis Eduardo Garzón, el exalcalde de Medellín, Sergio Fajardo, el vicepresidente de la República, Germán Vargas Lleras, el exalcalde de Bogotá, Antanas Mockus, entre otros políticos, educadores, catedráticos y activistas sociales.
Cátedra de Buen Gobierno es un espacio de interacción entre la comunidad estudiantil, docentes, ciudadanos y las personalidades invitadas, en el que se debaten ideas, discursos, opiniones y se crean consensos que buscan promover la democracia participativa y la formación ciudadana.

### Visión latinoamericana
El otro evento que desarrolla la universidad es «Visión latinoamericana», un espacio que buscar promover y profundizar el conocimiento en materia económica, política y cultural. Se considera el evento académico más significativo y trascendental de la universidad; fue creado en 2005 y se realiza anualmente en las instalaciones del recinto educativo. El evento tiene una duración de tres días, en el que se desarrollan todas las actividades programadas.
Visión latinoamericana ha contado con la presencia de destacados personajes nacionales e internacionales como embajadores, cónsules, académicos, empresarios, políticos, científicos y demás intelectuales. La idea de este evento fue concebida con el objetivo de fomentar e impulsar nuevos conocimientos, crear espacios de reflexión y crítica, además de impulsar y fortalecer lazos de cooperación con diversas instituciones nacionales e internacionales. Las temáticas están enfocadas a temas relacionados con la crisis económica de los países del primer mundo, internacionalización de mercados, educación, sistemas tributarios, gestión de calidad, cambio climático, responsabilidad social y familiar, globalización, planificación urbana, entre muchos otros. Entre los personajes invitados destaca la presencia de Roberto Iván Escalante Semerena, presidente de la Unión de Universidades de América Latina y el Caribe (UDUAL), Paulo Eduardo Artaxo Netto, doctor en física atmosférica quien trabajó para la NASA, profesor emérito del Consejo Nacional de Desarrollo Científico y Tecnológico y miembro del equipo que fue acreedor del premio nobel de la paz en 2007, entre otros.

## Programas
La universidad de la Costa cuenta con 26 programas de pregrado, 46 especializaciones, 17 maestrías y 6 doctorados, para un total de 95 programas académicos; todas estas carreras se ofrecen en la sede Barranquilla, aunque existen programas en extensión en diferentes municipios y ciudades, entre ellas, Sabanalarga, Cartagena de Indias, Montería, Pasto y Villavicencio; la carrera de instrumentación quirúrgica solo es ofrecida en la sede Pasto. 

### Pregrados
- Administración Ambiental
- Administración de Empresas[20]
- Administración de Servicios de Salud
- Administración en Negocios Internacionales
- Arquitectura
- Banca y Finanzas
- Comunicación social y Medios Digitales
- Contaduría
- Derecho
- Finanzas y Relaciones Internacionales
- Ingeniería Agroindustrial
- Ingeniería Ambiental
- Ingeniería Civil
- Ingeniería Eléctrica
- Ingeniería Electrónica
- Ingeniería Industrial
- Ingeniería de Sistemas
- Ingeniería Mecánica
- Licenciatura en Educación Básica Primaria
- Mercadeo y Publicidad
- Negocios Internacionales
- Programación de Dispositivos Móviles[21]
- Psicología
- Tecnología en Desarrollo de Software y Redes Telemáticas[21]
- Tecnología en Informática y Telecomunicaciones[21]
- Técnica Profesional en Programación de Dispositivos Móviles[21]

### Posgrados
Especializaciones
- Administración de Operaciones
- Agronegocios Sostenibles
- Auditoría a los Sistemas de Información
- Automatización y Control Industrial
- Comercio Internacional
- Comunicaciones Móviles e Inalámbricas
- Contabilidad Pública y Control Fiscal
- Control de Contaminación
- Derecho Comercial
- Desarrollo de Aplicaciones Web
- Energías Renovables
- Estudios Pedagógicos[20]
- Estructuras
- Finanzas y Sistemas
- Fuentes Renovables de Energía
- Gestión Aduanera y Cambiaria
- Gestión Ambiental Empresarial
- Gestión de la Calidad y Auditoría de Servicios de Salud
- Gerencia de Construcción de Obras Públicas de Infraestructura
- Gerencia de Mercadeo
- Gerencia de Proyectos
- Gerencia de Proyectos de Obras Públicas
- Gerencia de Servicios de Salud
- Gerencia en Mantenimiento[22]
- Gerencia Educativa para el Desarrollo Sostenible
- Gerencia Energética
- Gerencia Estratégica
- Gerencia Financiera
- Gestión de la Convivencia Educativa y Ciudadanía
- Gestión Integral de la Calidad
- Gestión Tributaria
- Gerencia y Control de Riesgos Profesionales
- Intervención Psicosocial
- Logística Integral
- Mercadeo Estratégico
- Neuropsicopedagogía
- Normas Internacionales de Información Financiera
- Psicoterapia Infantil
- Psicología Organizacional del Trabajo
- Redes Convergentes
- Restauración y Conservación del Patrimonio arquitectónico
- Revisoría Fiscal
- Revisoría Fiscal y Auditoría
- Seguridad Social
- Gestión Territorial Sostenible
- Sistemas de Información Geográfica

Maestrías
- Administración
- Educación[20]
- Ingeniería
- Psicología
- Gestión de Servicios de Salud
- Eficiencia Energética y Energía Renovable
- Gestión de Mercadeo
- Manejo Integral de Recursos Hídricos
- Desarrollo Sostenible
- Gestión de las TIC
- Contabilidad y Finanzas
- Fisicoquímica
- Sexualidad y Relaciones Contemporáneas
- Intervención Psicosocial
- Proyectos de Construcción Sostenible
- Físico-Química
- Gerencia en Seguridad y Salud en el Trabajo virtual

Doctorados
- Neurociencia Cognitiva Aplicada
- Educación
- Ingeniería Energética
- Tecnologías de la Información y la Comunicación
- Innovación
- Desarrollo Sostenible

## Convenios e internacionalización
Como parte del desarrollo de la institución, la Universidad de la Costa fomenta el intercambio estudiantil con otras instituciones de educación superior a nivel local, nacional e internacional. Esto sirve para fortalecer y mejorar en el campo académico e investigativo.
La universidad ha suscrito convenios con aproximadamente 141 universidades. De estas, 38 corresponden a convenios a nivel local y nacional y 103 a nivel internacional, repartidas en Europa, América y África. También destaca los convenios con algunas asociaciones, redes universitarias e institutos especializados en diversas áreas del conocimiento y la ciencia, entre ellas, la Alianza del Pacífico, Asociación Colombiana de Universidades (ASCUN), Grupo Coimbra, Asociación Nacional de Universidades e Instituciones de Educación Superior (ANUIES), Asociación Internacional para el Intercambio de Estudiantes por Experiencia Técnica (IAESTE), Asociación Universitaria Iberoamericana de Postgrado (AUIP), entre muchas otras.

## Investigación
|                                                              | Detalles | Detalles | Detalles | Detalles | Detalles | Detalles | Detalles | Detalles |
| ------------------------------------------------------------ | -------- | -------- | -------- | -------- | -------- | -------- | -------- | -------- |
| Año de publicación                                           | 2015     | 2016     | 2017     | 2018     | 2019     | 2020     | 2021     | 2022     |
| Número de publicaciones                                      | 40       | 86       | 213      | 245      | 322      | 608      | 489      | 522      |
| Nota: la mayoría de publicaciones indexadas en Scopus e ISI. |          |          |          |          |          |          |          |          |

## Publicaciones

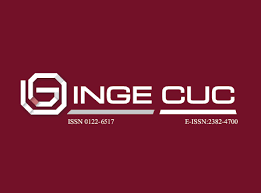
La revista INGE CUC está posicionada como la mejor revista de ingeniería de la Región Caribe.

La universidad de la Costa posee 9 revistas científicas de diferentes campos investigativos: ingeniería, arquitectura, jurídica, económica y cultura, educación y sociedad. Estas revistas son publicadas gracias a la Editorial Universitaria de la Costa (EDUCOSTA), que es el sello editorial que respalda y muestra las publicaciones de los libros y las revistas. La editorial fue creada a finales de 2004, por medio del Consejo Directivo de la Universidad, quien aprobó su publicación mediante el acuerdo No. 010. Esta depende de un director y un asistente editorial y personal especializado, mientras que la estructura administrativa está a cargo de editores, autores, comités editoriales y científicos.
Los libros también forman parte de la pedagogía de la universidad, en ellos hay más diversidad de temas tratados, además de los ya mencionados en las revistas, abordan las humanidades, la psicología, tecnología y las telecomunicaciones, ciencia básicas, ciencias ambientales y la pedagogía. Las revistas están integradas por varios comités científicos que, en su mayoría, son catedráticos con estudios de especialización, maestría y doctorado, algunos son de procedencia nacional y otros internacional. La revista más antigua es Económicas CUC, con más de 30 años de circulación, en ella se abordan temas «administrativos, financieros, contables, tributarios y de ciencias políticas».
La revista INGE CUC, es la más destacada de las cinco y está clasificada en la categoría B de Publindex. Está catalogada como unas de las mejores 15 revistas a nivel nacional y la mejor en la Región Caribe, gracias a las más de 100 publicaciones que han tenido un gran impacto a nivel nacional e internacional. El impacto en las publicaciones ha sido tan grande, que la revista colombiana Semana, dedicó un artículo a las investigaciones que ha desarrollado la universidad:

«La revista científica INGE CUC, dirigida por la Universidad de la Costa, es el mejor ejemplo de este liderazgo académico. Su objetivo es ser un canal de comunicación de aportes originales de investigadores en todos los campos de la ingeniería, ya sea Ambiental, Química, Geológica, Industrial y de Producción, Civil, Electrónica, Eléctrica, Sistemas, Telecomunicaciones e informática, Mecánica y otras tecnologías.» Revista Semana.

Según la Superintendencia de Industria y Comercio, en la categoría de patentes, la universidad de la Costa es la mejor institución educativa de la Región Caribe y una de las diez mejores a nivel nacional. Además, la revista Económicas CUC también está dentro de las 244 revistas indexadas a nivel nacional.

### Sistema de revistas
El sistema es el conjunto de revistas científicas especializadas de la universidad. Estas son editadas por el sistema de revisión por pares. Cada una de ellas difunde un tema específico con acceso libre. Aquellas revistas científicas que forman parte del sistema de revistas de la universidad de la costa se citan a continuación:
| Revista                                                   | ISSN       | Área                        | Indexación                                       |
| --------------------------------------------------------- | ---------- | --------------------------- | ------------------------------------------------ |
| INGE CUC                                                  | 0122-6517  | Ingeniería                  | Latindex, Dialnet, REDIB y demás.                |
| Jurídicas CUC                                             | 1692-3030  | Derecho                     | Latindex, DOAJ, Dialnet, EBSCOhost, REDIB, etc.  |
| Módulo Arquitectura CUC                                   | 0124-6542  | Arquitectura                | Latindex, Google Scholar, ARLA, entre otros.     |
| Económicas CUC                                            | 0120-3932  | Economía                    | Latindex, Dialnet, EBSCOhost, Publindex y demás. |
| Cultura, Educación y Sociedad                             | 2145-9258  | Ciencias sociales y humanas | Latindex, Dialnet, REDIB, Renata, etc.           |
| Boletín de Innovación, Logística y Operaciones            | En proceso | Ingeniería                  | En proceso                                       |
| Latin American Developments in Energy Engineering         | 2744-9750  | Ingeniería                  | En proceso                                       |
| Computer and Electronic Sciences: Theory and Applications | En proceso | Ingeniería y tecnología     | En proceso                                       |
| Journal of Applied Cognitive Neuroscience                 | En proceso | Neurociencia                | En proceso                                       |

## Egresados y personal destacado
Algunos personajes egresados, rectores, decanos y profesores de la universidad que han destacado por sus contribuciones:

- César Lorduy (abogado, político)
- Roy Pérez (arquitecto)
- Rosmery Quintero (licenciada en educación)
- Luis Triviño (administrador de empresas y karateca)
- Margarita Cabello Blanco (abogada, político)
- Martha Villalba Hodwalker (abogada, político)
- Jim Nelson Muñoz Fonseca (abogado)
- Luis Felipe Colmenares Russo (abogado, político)
- Eduardo Crissien Borrero (administrador de empresas, rector Unicosta)
- Leevan Suárez (psicólogo, árbitro)
- Julio Salvador Alandete (economista)
- Roberto Bruno (Contador y director técnico)
- Musa Besayle (ingeniero civil, político)
- Ernesto Crissien (ingeniero civil, político)
- Alberto José Linero (profesor, escritor y conferencista)
- Tito José Crissien (exrector, Ministerio de Ciencia, Tecnología e Innovación)